# Aulus Larcius Priscus
Aulus Larcius Priscus est un sénateur romain du Ier siècle, gouverneur par intérim en Syrie en 97-98 puis consul suffect en 110.

## Biographie
Chevalier romain, il est questeur de la province d'Asie puis légat de la legio IIII Scythica en Syrie en 97 sous le gouvernement de Marcus Cornelius Nigrinus.
À la suite de l'adoption de Trajan par Nerva à l'automne 97, le nouveau César retire à Nigrinus, un potentiel prétendant à la succession de Nerva, le gouvernement de Syrie. Larcius Priscus, en tant que légat sur place, devient par intérim gouverneur de la province, bien qu'il ne soit pas de rang consulaire,. Il est nommé « pro legato consulare ». Trajan, une fois empereur, envoie Lucius Iavolenus Priscus comme nouveau gouverneur en 98.
Il continue sa carrière sénatoriale comme tribun de la plèbe, préteur puis praefectus frumenti dandi, c'est-à-dire chargé de distributions exceptionnelles gratuites de blé.
Larcius Priscus est ensuite légat en Bétique, proconsul de Gaule narbonnaise, puis légat de la legio III Augusta en Afrique.
Il est nommé consul suffect en 110. Il est membre du collège des septemviri epulonum. Par ailleurs, il est patron de la cité de Thamugadi, fondée vers 100 par Trajan.